# Francesc Cerdà i de Villarestau
Francesc Cerdà i de Villarestau   (Barcelona, 22 de desembre de 1814 - Madrid, 10 de juny de 1881) va ser un pintor romàntic català, part del grup dels natzarens catalans. Format a l'Escola de la Llotja, va ser pensionat a Roma el 1834, i després dels estudis va recórrer diversos països europeus. Va guanyar fama com a copista i es va establir a Madrid el 1843, on va ser pintor de cambra i va fer diversos encàrrecs.
Va néixer a Barcelona el 22 de desembre de 1814. Va ser alumne de l'Escola de Belles Arts de la Junta de Comerç. El 1834 va presentar-se a un concurs d'oposició per ser pensionat a Itàlia, però va quedar segon, tot i que a tocar del primer, Pelegrí Clavé. Per això, li va ser concedida una borsa d'estudis a Roma durant cinc anys, amb una dotació de vint rals diaris, on va perfeccionar la seva habilitat i augmentar la seva reputació com a copista. Acabats els estudis, va viatjar per Itàlia, Alemanya, concretament a Múnic el 1841, on va meravellar-se amb l'art promogut per Lluís I de Baviera, Polònia i Turquia, on va romandre alguns mesos a Constantinoble dedicat a la pintura. El 1843 s'instal·la a Madrid i aconsegueix el càrrec de pintor de cambra.
A l'exposició pública celebrada a Madrid per la Reial Acadèmia de Belles Arts de Sant Ferran, va presentar, entre d'altres quadres que van cridar l'atenció, una obra original representant Rebeca i Eliezer, i les còpies de L'escola d'Atenes i La Transfiguració de Rafael. A l'Exposició de París de 1858 va presentar un retrat d'Isabel II i un quadre representant Isabel la Catòlica alliberant el fill de Boabdil.
Va ser autor de pintures d'història i escenes mitològiques, amb un estil pròxim al neoclassicisme de Jacques-Louis David, adscrit al romanticisme, i específicament al grup de natzarens catalans. Després de tornar a Espanya, a banda d'obres originals, va realitzar còpies notables del Crist caient de camí al Calvari, de Rafael, i de Les filadores, de Velázquez, la darrera per encàrrec de Maria Cristina de Borbó. També pintà un retrat del rei Alfons XI de Castella per a la Sèrie Cronològica dels Reis d'Espanya, que forma part de la col·lecció del Museu del Prado.
La seva obra més coneguda és El rapte de Ganímedes, conservada a la Reial Acadèmia Catalana de Belles Arts de Sant Jordi, on també es conserven les seves obres Deposició del cos de Jesucrist, Melquisedec i una còpia de La verge de Rafael.
Va morir a Madrid el 10 de juny de 1881.